# 霍埃尔·卡萨马约尔
霍埃尔·卡萨马约尔·约翰逊（西班牙語：Joel Casamayor Johnson，1971年7月12日—），生于关塔那摩，古巴男子拳击运动员。他曾代表古巴参加1992年夏季奥林匹克运动会拳击比赛，获得一枚金牌。